# Hemisemidalis sharovi
Hemisemidalis sharovi is een insect uit de familie van de dwerggaasvliegen (Coniopterygidae), die tot de orde netvleugeligen (Neuroptera) behoort. 
De wetenschappelijke naam Hemisemidalis sharovi is voor het eerst geldig gepubliceerd door Meinander in 1975.